# Ingimundur Níels Óskarsson
Ingimundur Níels Óskarsson (4 febbraio 1986) è un ex calciatore islandese, di ruolo centrocampista.

## Carriera
Cominciò la carriera con la maglia del KR Reykjavík, per poi passare al Fylkir. Si trasferì in seguito ai norvegesi del Sandnes Ulf, club militante in Adeccoligaen, con la formula del prestito. Esordì in squadra l'11 settembre 2011, quando sostituì Mobi Okoli nella sconfitta per 0-2 contro lo HamKam.

## Palmarès

### Club

#### Competizioni nazionali
- Coppa d'Islanda: 1

KR Reykjavik: 2008
- Supercoppa d'Islanda: 1

FH Hfnafjordur: 2013
- Coppa di Lega islandese: 1

FH Hafnafjordur: 2014